# 大岗子镇
大岗子镇，是中华人民共和国吉林省白城市大安市下辖的一个乡镇级行政单位。

## 行政区划
大岗子镇下辖以下地区：
大岗子村、前大岗子村、靠山村、双岗子村、杏树川村、欧力村和五盛堂村。